# HSD10-Mangel
Der HSD10-Mangel (oder -Krankheit) ist eine sehr seltene angeborene, zu den Mitochondriopathien zählende Neurodegenerative Erkrankung mit den Hauptmerkmalen X-chromosomaler Vererbung, Manifestation während des Neugeborenen-, Kinder- oder Jugendalters. Das Ausmaß und der Zeitpunkt des Krankheitsbeginns sind sehr variabel.
Synonyme sind: 2-Methyl-3-Hydroxybutyrazidurie; 2-Methyl-3-Hydroxybutyryl-CoA Dehydrogenase-Mangel; HSD10-Krankheit; MHBD-Mangel; englisch HSD10 Mitochondrial Disease; HSD10MD; HSD17B10 Deficiency; 17beta-hydroxysteroid-dehydrogenase Type 10 Deficiency
Die Erstbeschreibung stammt aus dem Jahre 2000 durch eine Arbeitsgruppe aus Heidelberg, Amsterdam und Sankt Augustin.

## Verbreitung
Die Häufigkeit ist nicht bekannt, die Vererbung erfolgt X-chromosomal dominant, das männliche Geschlecht ist hauptsächlich betroffen.?

## Ursache
Der Erkrankung liegen – zumindest teilweise – Mutationen im HSD17B10-Gen auf dem X-Chromosom Genort p11.22 zugrunde, welches für das Enzym HSD10 (17beta-hydroxysteroid-dehydrogenase Typ 10) kodiert.
Dieses Enzym findet sich in den Mitochondrien und ist beim Abbau von Isoleucin, branched-chain fatty acids, der Herstellung von Androgenen, Östrogenen und Neurosteroiden beteiligt.

## Einteilung
Folgende Formen können unterschieden werden:
- Infantiler Typ, Synonym: HSD10-Mangel, klassischer Typ[5]
- Neonataler Typ[6]
- Atypische Form, Synonym: X-chromosomale syndromale Intelligenzminderung Typ 10[7]

## Klinische Erscheinungen
Klinische Kriterien sind:
- Die Veränderungen betreffen mehrere Organsysteme (multisystemisch)
- Bei der infantilen Form kann eine mitunter zum frühen Ableben führende Kardiomyopathie assoziiert sein.
- Formen mit Veränderungen erst im Jugendlichenalter oder Erkrankungen ohne neurologische Auffälligkeiten können vorkommen.
- In schwereren Fällen kann ein Entwicklungsrückschritt, oft mit Krampfanfällen, Choreoathetose, spastische Tetraplegie, Optikusatrophie oder Degeneration der Retina und geistige Behinderung auftreten.
- Bei weiblichen Betroffenen kann eine nicht fortschreitende Entwicklungsverzögerung und geistige Beeinträchtigung oder eine normale Entwicklung vorliegen.

## Diagnose
Im Urin können erhöhtes 2-Methyl-3-Hydroxybutyrat und Tiglylglyzin nachgewiesen werden, im Blutserum kann eine Laktatazidose vorliegen.